# Clavatula
Clavatula is een geslacht van weekdieren uit de klasse van de Gastropoda (slakken).

## Soorten
- Clavatula ahuiri Cossignani & Ardovini, 2014
- Clavatula asamusiensis Nomura & Zinbo, 1940
- Clavatula bimarginata (Lamarck, 1822)
- Clavatula caerulea (Weinkauff in Weinkauff & Kobelt, 1875)
- Clavatula christianae Nolf, 2011
- Clavatula colini Maltzan, 1883
- Clavatula congoensis Nolf & Verstraeten, 2008
- Clavatula coronata Lamarck, 1801
- Clavatula cossignanii Ardovini, 2004
- Clavatula decorata G. B. Sowerby III, 1916
- Clavatula delphinae Nolf, 2008
- Clavatula diadema (Kiener, 1840)
- Clavatula filograna Odhner, 1923
- Clavatula flammulata Knudsen, 1952
- Clavatula gabonensis Melvill, 1923
- Clavatula gracilior Sowerby II, 1870
- Clavatula hattenbergeri Nolf & Verstraeten, 2008
- Clavatula helena Bartsch, 1915
- Clavatula imperialis Lamarck, 1816
- Clavatula knudseni Nolf & Verstraeten, 2007
- Clavatula kraepelini (Strebel, 1914)
- Clavatula lelieuri (Récluz, 1851)
- Clavatula martensi Maltzan, 1883
- Clavatula matthiasi Nolf, 2008
- Clavatula milleti (Petit de la Saussaye, 1851)
- Clavatula muricata (Lamarck, 1822)
- Clavatula mystica (Reeve, 1843)
- Clavatula nathaliae Nolf, 2006
- Clavatula perronii (Reeve, 1843)
- Clavatula petzyae Boyer & Ryall, 2006
- Clavatula pseudomystica Nolf, 2008
- Clavatula quinteni Nolf & Verstraeten, 2006
- Clavatula rubrifasciata (Reeve, 1845)
- Clavatula sacerdos (Reeve, 1845)
- Clavatula smithi Knudsen, 1952
- Clavatula solangeae Bozzetti, 2006
- Clavatula strebeli Knudsen, 1952
- Clavatula taxea (Röding, 1798)
- Clavatula tripartita (Weinkauff, 1876)
- Clavatula virgineus (Dillwyn, 1817)
- Clavatula xanteni Nolf & Verstraeten, 2006